# Viva La Bam
Viva La Bam is een realityserie over skater Bam Margera en zijn vrienden, die bestaat uit Ryan Dunn, Raab Himself, Brandon DiCamillo, Brandon Novak en Rake Yohn, Bam's ouder April en Phil Margera, en zijn oom Vincent "Don Vito" Margera. Bam's oudere broer Jess had een paar gastoptredens in deze serie. Viva la Bam is een spin-off van het programma Jackass, waar onder andere Bam Margera een hoofdrol in had.
Elke aflevering heeft een doel of een missie die aan het einde van de aflevering moet zijn behaald. Zo zoeken ze een date voor zijn oom, of moeten ze binnen 24 uur een complete familiereünie hebben geregeld.
Behalve zijn familie en vaste vriendengroep, komen er ook regelmatig andere vrienden van Bam langs. Zo komen bands als HIM, Turbonegro en Slayer langs, en mede-skaters als Terry Kennedy (ook bekend als Compton Ass Terry), Tony Hawk en Kerry Getz.
In seizoen twee werden Tim Glomb en Brandon Novak allebei ook lid van de cast.
Bam Margera's huis is niet zomaar een huis, de parkeerplaats is veranderd in een groot skatepark en zijn bed is een mini-pipe. Al snel komt de gemeente op de hoogte van meerdere malen illegaal bouwen, en daarom worden ze uit de wijk gezet.